# 謝氏小煙管蝸牛
謝氏小煙管蝸牛（学名：Euphaedusa sheridani）为煙管蝸牛科小煙管蝸牛屬下的一个种。該物種分佈於臺灣全島，例如臺北市，新北市板橋、三芝、石碇、淡水，南投縣溪頭，高雄，屏東縣墾丁、南岬等地。